# Saint-Brice-sur-Vienne
Saint-Brice-sur-Vienne – miejscowość i gmina we Francji, w regionie Nowa Akwitania, w departamencie Haute-Vienne.
Według danych na rok 1990 gminę zamieszkiwało 1431 osób, a gęstość zaludnienia wynosiła 69 osób/km² (wśród 747 gmin Limousin Saint-Brice-sur-Vienne plasuje się na 75. miejscu pod względem liczby ludności, natomiast pod względem powierzchni na miejscu 321.).

## Populacja

Populacja Saint-Brice-sur-Vienne w latach 1962–2008